# Léon Koëlla-Leenhoff
 (octobre 2017).
Si vous disposez d'ouvrages ou d'articles de référence ou si vous connaissez des sites web de qualité traitant du thème abordé ici, merci de compléter l'article en donnant les références utiles à sa vérifiabilité et en les liant à la section « Notes et références ».
Léon Koelin-Leenhoff, né Léon Édouard Koëlla à Paris (ancien 6e arrondissement) le 29 janvier 1852 et mort à Vernon le 3 septembre 1927, est un agent de change français. On se souvient de lui comme le fils biologique de Suzanne Leenhoff, à l'époque concubine du peintre Édouard Manet.

## Biographie
Il pourrait être l'enfant d'Édouard Manet.
Il est possible de suivre le mûrissement progressif de Léon à travers les portraits que Manet fit de lui, depuis l’enfance jusqu’à l’adolescence. C’est encore un tout jeune enfant qui pose, déguisé en page espagnol, dans L'Enfant à l'épée, à l’époque où le peintre accumulait les sujets espagnols. Plus tard, il est en train de lire avec sa mère dans La Lecture (vers 1865), puis dans Les Bulles de savon, c'est un Léon âgé de quinze ans qui s’amuse à faire des bulles de savon dans un bol, peut-être afin de symboliser la brièveté de la vie. Mais surtout, on retient de Léon Leenhoff le visage d’un adolescent rêveur et mystérieux, tel qu’il apparaît dans le célèbre Déjeuner dans l'atelier, réalisé à l’appartement familial de Boulogne-sur-Mer, où les Manet passaient l’été. Légèrement contemporain, date le Portrait de Léon, en train de peler une poire.

Portraits par Manet
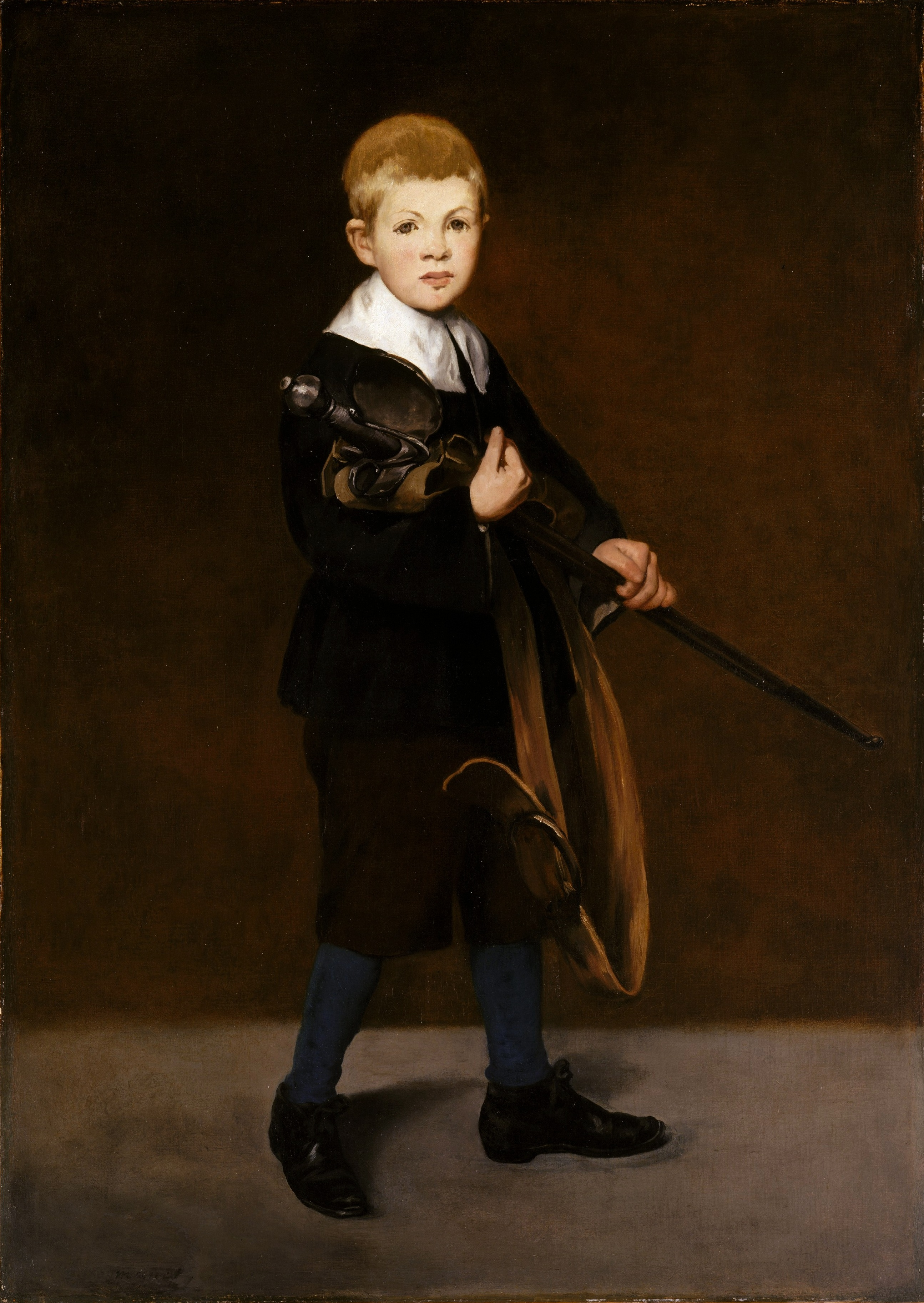
L'Enfant à l'épée, 1861 Metropolitan Museum of Art (New York)
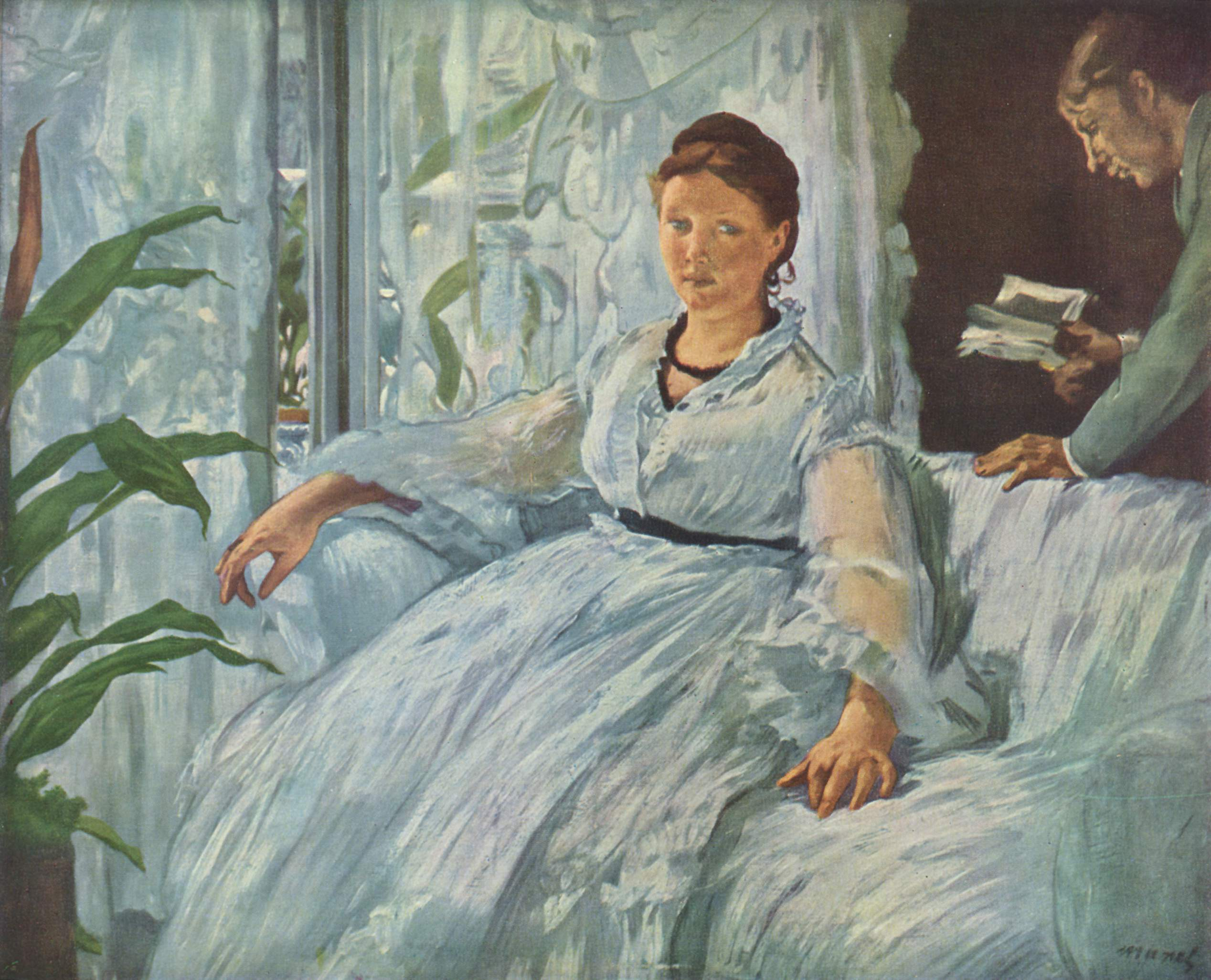
La Lecture, 1865 Musée d'Orsay (Paris)
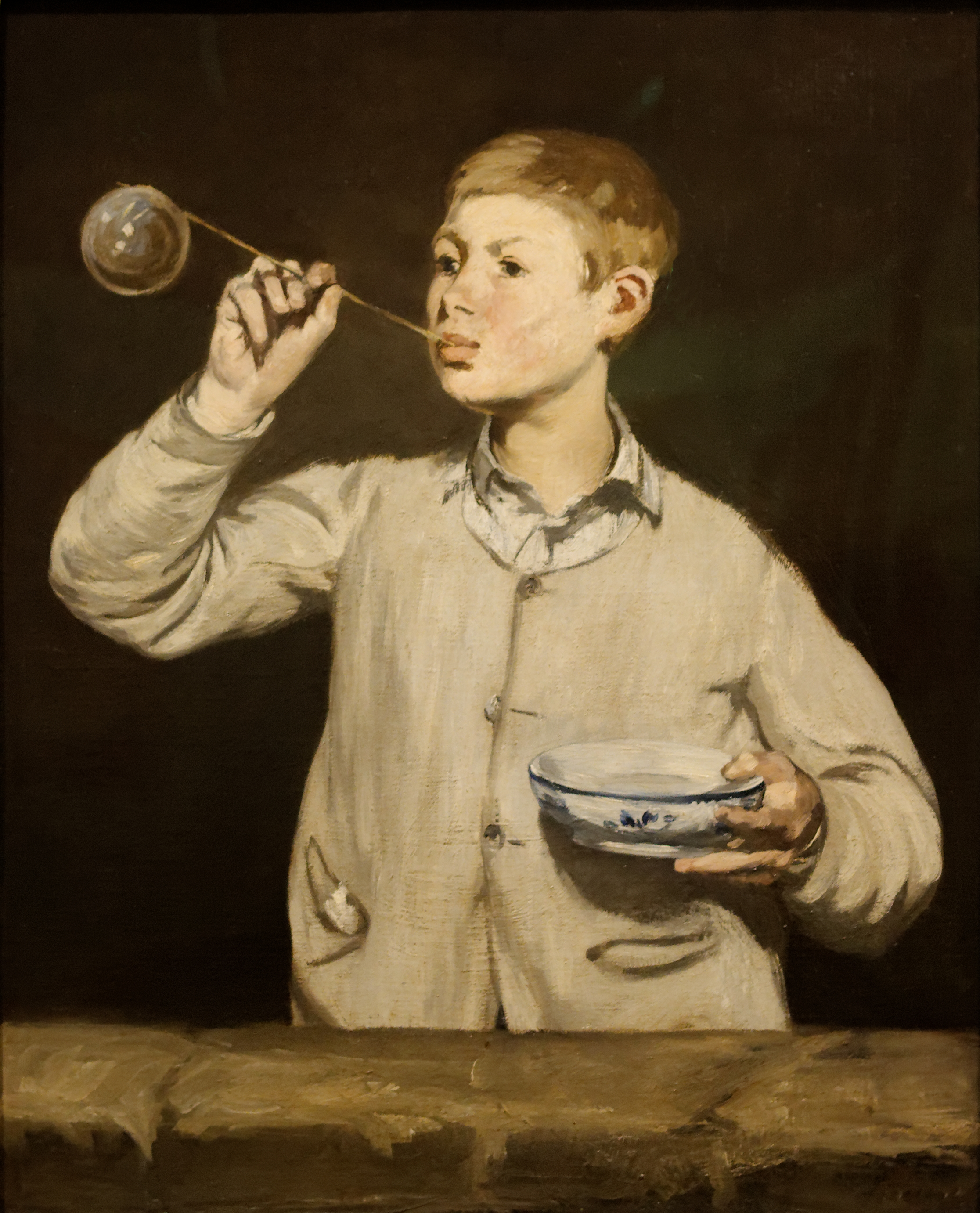
Les Bulles de savon, 1867 Musée Calouste-Gulbenkian (Lisbonne)
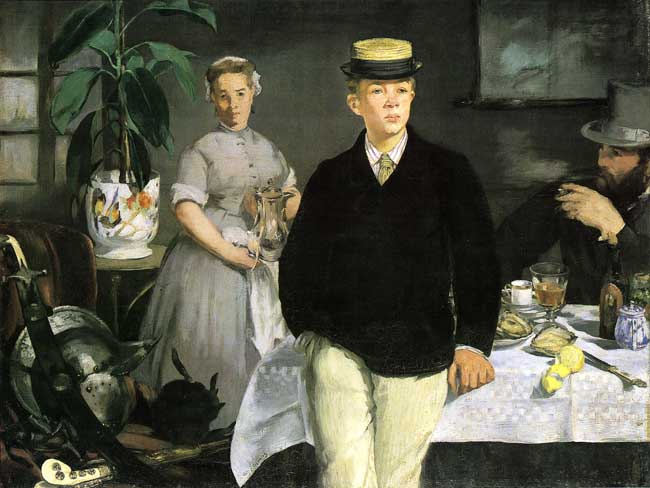
Le Déjeuner dans l'atelier, 1868 Neue Pinakothek (Munich)

Après la mort de Manet, Léon Leenhoff a tenté de garder le souvenir de la vie et de l’œuvre de Manet, d’abord en établissant un inventaire détaillé des œuvres restées dans l’atelier de l'artiste, et en les faisant photographier. Bien plus tard, et avec l’aide de sa mère, il a rassemblé tout ce qui restait des papiers et documents de l’artiste : ses agendas, sa correspondance, ses carnets de comptes, la documentation concernant ses différentes propriétés, ses baux et locations. Il a copié ces documents à la main, dans des cahiers auxquels il ajouta des listes, des notes diverses, et ses propres souvenirs. La plupart de cette documentation est gardée à la Bibliothèque nationale de France, site Richelieu.
Il apparaît dans d'autres tableaux dont :
- Cavaliers espagnols (vers 1860), enfant au premier plan
- La Musique aux Tuileries (1861), enfant en gris, au milieu
- La Pêche (1863), garçon sur la berge à gauche
- Le Déjeuner dans l'atelier (1868)
- Le Balcon (1869), personnage dans l'ombre au second plan
- Oloron-Sainte-Marie (1871), il s'appuie sur le garde-corps du balcon